# Ruth (boek)
Het boek Ruth (Hebreeuws: רות) is een van de boeken van de Tenach en het Oude Testament. In de Tenach valt het onder de Geschriften, onder de vijf feestrollen (Megillot). Het boek dankt zijn titel aan de hoofdpersoon: de Moabitische Ruth.

## Plaats in de Bijbel
In de Tenach staat Ruth tussen Spreuken en Hooglied en maakt het onderdeel uit van de Geschriften (Ketoeviem) en daarbinnen is het een van de vijf feestrollen (Megillot). In de Septuagint staat het boek echter tussen Rechters en 1 Samuel.  We weten niet wanneer de volgorde van de boeken in de Septuagint is ontstaan. Flavius Josephus lijkt het boek in Contra Apion na, of zelfs als deel van Rechters te plaatsen. In de christelijke Bijbel wordt het boek, in navolging van de Septuagint (en later de Vulgaat), tussen Rechters en Samuel geplaatst. De reden voor deze plaatsing is dat de in het boek beschreven gebeurtenissen plaatsvinden in de tijd van de rechters. Voor beide plaatsingen valt wat te zeggen. Omdat het boek begint met een verwijzing naar de periode van de rechters en eindigt met een verwijzing naar David, vormt het boek een natuurlijke overgang van Rechters naar 1 Samuel. In de plaatsing van de Tenach wordt het boek in verband gebracht met andere teksten (zoals Hooglied en Spreuken 31) waarin vrouwen een belangrijke rol spelen.

## Auteur en datering
Volgens de Talmoed is het boek door de profeet Samuel geschreven. Tegenwoordig neemt men aan dat het boek geschreven is door een onbekende auteur. Mogelijk heeft die auteur zich op een oudere overlevering gebaseerd. Omdat het boek over een vrouw gaat en vanuit het standpunt van de vrouw geschreven is, wordt er regelmatig gespeculeerd over een vrouwelijke auteur.
Een datering van het boek is niet met zekerheid te geven. Sommige onderzoekers stellen dat het boek tijdens de regering van David ontstaan is. Het verhaal over Ruth maakte mogelijk deel uit van een verzameling van verhalen die met David te maken hadden. Andere onderzoekers dateren het boek veel later, na de Babylonische ballingschap. Het boek was in dat geval misschien bedoeld om een tegengeluid te laten horen wat betreft de kwestie van gemengde huwelijken. Deze gemengde huwelijken (tussen een Israëliet en een niet-Israëliet) werden na de ballingschap streng veroordeeld door Ezra en Nehemia. Het boek Ruth is juist positief over dit soort huwelijken.
Andere overwegingen die bij de datering een rol spelen, maar geen uitsluitsel geven, zijn onder andere het (veronderstelde, maar tegenwoordig vaak betwiste) voorkomen van Aramese uitdrukkingen (wat voor een late datering zou pleiten) en het verschil tussen de toepassing van het losserschap en de leviraatsplicht in Ruth en de beschrijving van deze gebruiken in de Thora.

## Inhoud

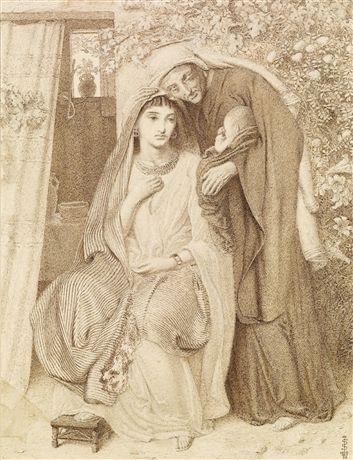
Ruth, Naomi en Obed (Simeon Solomon, 1860)

Het verhaal speelt zich ongeveer 120 jaar voor de geboorte van David af en wordt in het boek in vier hoofdstukken verteld. Het eerste hoofdstuk begint wanneer het gezin van Elimelech (hijzelf, zijn vrouw Naomi en hun beide zoons Machlon en Kiljon) de hongersnood in het land van Juda ontvluchten door naar het buurland Moab te verhuizen. Elimelech sterft in Moab en de beide zoons trouwen daar met de Moabitische vrouwen: Orpah en Ruth. Wanneer een aantal jaren later ook Naomi's beide zoons sterven, besluit de zwaar gedesillusioneerde Naomi dat ze weer terug wil naar haar vaderland, waar de hongersnood inmiddels weer voorbij is. Haar beide schoondochters willen aanvankelijk met haar mee, maar Naomi wil daar niets van weten. Orpah laat zich door Naomi overreden in Moab achter te blijven. Ruth is echter vastbesloten en zij gaat met Naomi naar Bethlehem, Naomi's thuisstad. Ze komen daar aan bij het begin van de oogsttijd.
Het tweede hoofdstuk beschrijft dat Ruth voor haar schoonmoeder op pad gaat om op het land aren te zoeken. Volgens Leviticus 19:9-10 mochten akkers niet tot aan de rand gemaaid worden, en wat na het maaien op het land bleef liggen, mocht ook niet door de maaiers bijeengeraapt worden; dit was bestemd voor de armen en de vreemdelingen. Ruth komt bij toeval terecht op het land van Boaz, die familie is van Naomi. Boaz raakt onder de indruk van de vrouw en haar inzet om haar schoonmoeder bij te staan, en besluit haar extra goed te behandelen. Ze mag mee-eten met de maaiers, en Boaz geeft zijn knechten het bevel om het Ruth extra makkelijk te maken om aren te vinden. Thuisgekomen bij Naomi vertelt Ruth hoe goed Boaz voor haar is geweest, en Naomi vertelt dat deze man familie is van Elimelech en door zijn familiebanden weleens als losser voor haar en Ruth zou kunnen fungeren.
In het derde hoofdstuk besluit Naomi dat het tijd wordt dat Ruth probeert Boaz over te halen om Ruth en haar moeder te lossen, volgens Deuteronomium 25:5, hoewel Boaz geen directe zwager is van Ruth. Ruth krijgt instructies van Naomi en ze sluipt 's avonds naar de dorsvloer en legt zich op een deken aan de voeten van Boaz neer. Boaz roemt haar trouw, zegt dat hij haar tot vrouw wil nemen en dat hij de volgende dag alles zal gaan regelen. Hij laat haar die nacht aan zijn voeten slapen. Vlak voor zonsopgang laat hij Ruth naar huis gaan en geeft haar nog zes maten gerst mee voor haar schoonmoeder.
Het vierde hoofdstuk beschrijft hoe Boaz een andere man, die nauwer verwant is met Naomi dan Boaz, voorstelt om Naomi en Ruth te lossen door het land van Naomi te kopen en met Ruth te trouwen. Het gaat hier mogelijk om een vorm van het  leviraatshuwelijk: een vrouw van wie de man overleden is heeft er recht op dat een broer van haar overleden man met haar trouwt en dat het eerste kind dat ze krijgen dan zal gelden als kind van haar overleden man. De andere man wil de akker van Naomi wel kopen, maar hij heeft bezwaar tegen een huwelijk. Hierop neemt Boaz Ruth tot vrouw. Ze krijgen samen een zoon, Obed, die later de grootvader van David zal worden.

## Kenmerken
Het boek vormt een novelle. Verhaal en dialoog wisselen elkaar af. De auteur heeft oog voor detail, maar net zo opvallend als de details die in het verhaal vermeld worden (zoals het in wijn gedoopte brood tijdens het middagmaal, de gemoedelijke uitwisseling van groeten tussen Boaz en zijn knechten, en het uitdoen van een sandaal om een transactie te bezegelen volgens Deuteronomium 25:9) zijn er details die ontbreken. Er wordt niet verteld of Boaz al getrouwd was en in welke familierelatie hij tot Naomi staat. In hoofdstuk 4 blijkt plotseling dat Naomi een akker bezit, maar verdere details hierover ontbreken. 
Wanneer het boek vergeleken wordt met de twee boeken waar het in de christelijke Bijbel tussen staat, Rechters en 1 Samuel, valt vooral het verschil tussen deze twee boeken enerzijds en Ruth anderzijds op. In Ruth zijn er geen geweld, geen politiek en geen zonde. Hoewel niet alle personen in Ruth even moedig zijn, bevat het verhaal geen slechteriken, geen antagonisten. Met de intrige die de kern van het verhaal vormt wil de verteller geen morele afkeuring bij de lezer oproepen, maar bewondering en waardering.
Het boek bevat veel symboliek en interne verwijzingen en verbanden. Bijvoorbeeld: Naomi heeft twee schoondochters. De ene laat het als het erop aankomt afweten en blijft in Moab, de andere zet door en blijft bij Naomi. Zo zijn er ook twee lossers: de ene laat het afweten, de andere zet door en doet zijn plicht. Een ander voorbeeld: om te overleven trekt het gezin van Naomi uit Judea naar Moab, maar in Moab sterven haar man en zoons. Pas wanneer Naomi terug is in Judea (in Bethlehem, wat zoveel betekent als "broodhuis"), krijgt ze nieuw leven: een nieuwe zoon en kleinzoon.
Ruth is geschreven vanuit het standpunt van de vrouwelijke hoofdpersonen. Deze vrouwen spelen een actieve rol, terwijl de mannen die in het verhaal voorkomen voornamelijk passief blijven. Van de man van Naomi en haar twee zonen weten we niet meer dan de naam. Van de eerste losser (wiens weigering om Ruth te lossen cruciaal is in het verhaal) wordt de naam niet genoemd, vermoedelijk omdat de schrijver de naam niet kende. Zelfs JHWH speelt in het verhaal geen rol van betekenis, althans niet op de voorgrond. Op basis hiervan is wel gesuggereerd dat het boek door een vrouw geschreven is, een aanname die misschien niet bewezen kan worden, maar ook niet zonder meer afgewezen kan worden.

## Lossing en leviraatshuwelijk
Traditioneel werd vaak aangenomen dat in het boek Ruth sprake is van een leviraatshuwelijk en lossing, zoals deze in de Thora worden voorgeschreven. Boaz koopt Naomi's land en trouwt met Ruth, waarmee hij tegelijk de leviraatsplicht vervult en optreedt als losser. Deze uitleg is echter niet zonder problemen. Zo wordt Obed, de zoon die Boaz bij Ruth verwekt, een zoon van Boaz genoemd. Volgens de leviraatswet zou Obed echter een zoon van Machlon (de overleden man van Ruth) genoemd moeten worden: dat is juist de kern van het leviraatschap. Evenzo is een losser in de Thora een familielid dat een stuk land dat verkocht moest worden om schulden te betalen weer terugkoopt. In het boek Ruth wordt echter gesuggereerd dat Boaz als losser een stuk grond van Naomi koopt. Een mogelijke verklaring zou kunnen zijn dat het leviraatshuwelijk geen onderdeel uitmaakte van het oorspronkelijke verhaal en dat dit idee pas later is ingepast, mogelijk om het gemengde huwelijk van Boaz en Ruth aanvaardbaar te maken. Een andere verklaring zou kunnen zijn dat het huwelijk tussen Boaz en Ruth en het opkopen van het land van Naomi door Boaz hun grond hebben in een Israëlitisch gebruik dat niet in de Bijbel vermeld wordt, of zelfs in een lokaal gebruik dat niet specifiek Israëlitisch is.